# Колалто (Болцано)
Колалто је насеље у Италији у округу Болцано, региону Трентино-Јужни Тирол.
Према процени из 2011. у насељу је живело 49 становника. Насеље се налази на надморској висини од 1321 м.